# Watchara Arnumart
Watchara Arnumart (thailändisch วัชรา อานุมาตร, * 1. Juni 1989) ist ein ehemaliger thailändischer Fußballspieler.

## Karriere
Watchara Arnumart stand bis Ende 2013 bei Air Force AVIA unter Vertrag. Wo er vorher gespielt hat, ist unbekannt. Der Verein aus der Hauptstadt Bangkok spielte in der zweiten thailändischen Liga, der Thai Premier League Division 1. Ende 2013 wurde er mit der Air Force Meister der zweiten Liga und stieg in die erste Liga auf. Nach dem Aufstieg verließ er die Air Force und wechselte zum PTT Rayong FC. Der Verein aus Rayong spielte in der ersten Liga, der Thai Premier League. Für Rayong stand er in der Hinserie dreimal auf dem Spielfeld. Die Rückserie 2014 spielte er beim Zweitligisten Phitsanulok FC. Am Ende der Saison musste der Verein aus Phitsanulok in die dritte Liga absteigen. Nach dem Abstieg kehrte er wieder zu PTT Rayong zurück. Mittlerweile spielte PTT in der zweiten Liga. Am Ende der Saison beendete er seine Karriere als Fußballspieler.

## Erfolg
Air Force AVIA
- Thai Premier League Division 1: 2013